# Type/ting-distinktionen
 Der er for få eller ingen kildehenvisninger i denne artikel, hvilket er et problem. Du kan hjælpe ved at angive troværdige kilder til de påstande, som fremføres i artiklen.

Type/ting-distinktionen er den ontologiske dikotomien mellem universalia («typer») og partikularia («ting»).
Mens f.eks. «by» er et universale, er Tromsø og Berlin to af partikularierne som er medlemmer af universalet by.

## Definitioner af typer og ting
Et partikulare (eller particulare; flertal partikularia eller particularia; af latin particularis = «stykkevis») er betegnelsen for enkelte (individuelle eller singulære) ting (eller hændelser eller relationer osv.).
Et universale (flertal universalia; af latin universalis = «alment») er betegnelsen for klasser (kategorier eller mængder) af partikularia, dvs. almen- eller samlebegreber for ting (eller for hændelser eller relationer osv.).

## Eksempler på typer og ting
Distinktionen kan bedst illustreres med personer:
Mens person er et universale, er personen Aristoteles et partikulare.
Person er et samlebegreb som sammenfatter samtlige personer; og Aristoteles er en unik person, som er forskellig fra alle andre personer.
Det samme gælder for andre typer ting, og til og med for «ikke-ting» som hændelser, relationer osv.:
Mens f.eks. stol, fjeld, fødsel, epoke og tyngdekraft er universalia, er stolen jeg sidder på her og nu, Alperne, Aristoteles’ fødsel, barok og jordens tyngdekraft partikularia.

## Kendetegn ved typer og ting
Kendetegn ved partikularia er at de er unikke, at de har en begyndelse og en slutning i både rum og tid, og at der ikke findes eksempler på dem, blot dele af dem.
Universalia findes der derimod ikke dele af, men eksempler på, og de er ikke begrænset af rum og tid.
For eksempel fandtes/findes Aristoteles, Alperne, barokken osv. blot én gang.
Aristoteles levede bare fra 384 til 322 f.Kr.;
Alpene opstod i en tektonisk proces som begyndte for under 30 millioner år siden, og de vil være borte for altid efter at erosionen har fjernet deres sidste rester; 
barokken begyndte omkring 1580 og sluttede omkring 1760.
Enkelte bjergtoppe er dele af Alperne, men de eksemplifiserer ikke Alperne som helhed, akkurat som Johann Sebastian Bach er et eksempel på en barokkunstner, men ikke for barokken som epoke.
Der findes derimod mange eksempler på fjelde eller på stole, ikke bare henholdsvis Alperne og stolen jeg sidder på:
Andre eksempler på fjelde er Lyngsalperne i Troms eller Olympus Mons på Mars, og det fandtes, findes og vil findes fjelde på utallige himmellegemer spredt gennem universitet til enhver tid.
Andre eksempler på stole er pianobænken ved klaveret eller kejserinde Maria Theresia af Østrigs trone.
Og selv om man skulle ødelægge alle jordens stole, ville det bare betyde at universalet stol er en tom mængde i en vis tid.
Laves der nye stole på et senere tidspunkt, hører disse til det samme universale som de gamle.

## Typer af ting
Alle ting som kan iagttages (og i den forstand er konkrete), og alle ting som er sammenhængende (koherente), er nødvendigvis partikularia.
Stolen kan man f.eks. røre ved, samtidig med at den danner en sammenhængende enhed.
Men ikke alle partikularia er konkrete eller koherente.
Kærlighed til ens børn kan ikke observeres direkte eller måles, men er alligevel én unik kærlighed.
Norges befolkning består af mennesker som kan være nok så spredt fordelt ud over landet, og er således ikke nogen fysisk sammenhængende enhed.
Alligevel er Norges befolkning unik derved at den er forskellig fra alle andre landes befolkninger, og er derfor et partikulare.

## Typer af typer
En vigtig gruppe universalia kaldes naturlige typer.
Et særtræk ved disse er at de egenskaber som eksemplerne har, bestemmes af naturlove.
Grundstoffet guld er en naturlig type, og alle guldforekomsters og guldgenstandes egenskaber (densitet, oxidationstal osv.) er de samme, selv om guld er blevet dannet mange gange uafhængigt på helt forskellige tidspunkter og steder i universet.
Andre universalia kan være (mere eller mindre) vilkårligt definerede grupperinger eller mængder, som "alle bøger ved Tromsø universitetsbibliotek som har gult smudsomslag".

## Typer, ting og realitet
En vigtig debat i ontologien gælder spørgsmålet om universaliernes realitet:
Har de en reel eksistens udover partikularierne som de indeholder?
Hvad slags eksistens er dette i så fald?
Se opslaget "striden om almenbegreberne" for mere om dette problem.